# Sjúrður Skaale
Sjúrður Skaale (Tórshavn, 1967. március 8. –) feröeri színész és politikus, a Tjóðveldi tagja.

## Pályafutása
Politikatudományi végzettsége van, de szabadúszóként a szórakoztatóiparban dolgozik. Számos szerep van a háta mögött, de leginkább az E elski Førjar tv-sorozatban játszott (2008) főszerepe miatt ismert.
2007-ben lett a Løgting tagja Høgni Hoydal helyett, majd a 2008-as választásokon saját jogon is mandátumot szerzett.

## Magánélete
Szülei Jóannes és Óluva Skaale. Feleségével, Súsanna O. Skaaléval és két gyermekükkel Tórshavnban él.

## Fordítás
- Ez a szócikk részben vagy egészben a Sjúrður Skaale című norvég Wikipédia-szócikk ezen változatának fordításán alapul.  Az eredeti cikk szerkesztőit annak laptörténete sorolja fel. Ez a jelzés csupán a megfogalmazás eredetét és a szerzői jogokat jelzi, nem szolgál a cikkben szereplő információk forrásmegjelöléseként.